# Rio Séqua
O Séqua é um rio português que muda de nome para Rio Gilão ao chegar à ponte dita romana (na realidade, é de construção medieval), da cidade de Tavira. O rio Séqua nasce na Serra do Caldeirão, fruto da confluência das ribeiras de Alportel, Asseca e Zimbral. O Gilão desagua na Ria Formosa no Sítio das Quatro Águas. Percorre um total de 56 km.
O hidrónimo "Séqua" terá origem na divindade galo-romana Sequana, que também deu origem ao rio Sena, em França. Na região há outros rios que partilham a origem do nome, como o rio Seco e a ribeira da Asseca.

## Nova ponte sobre o rio Gilão

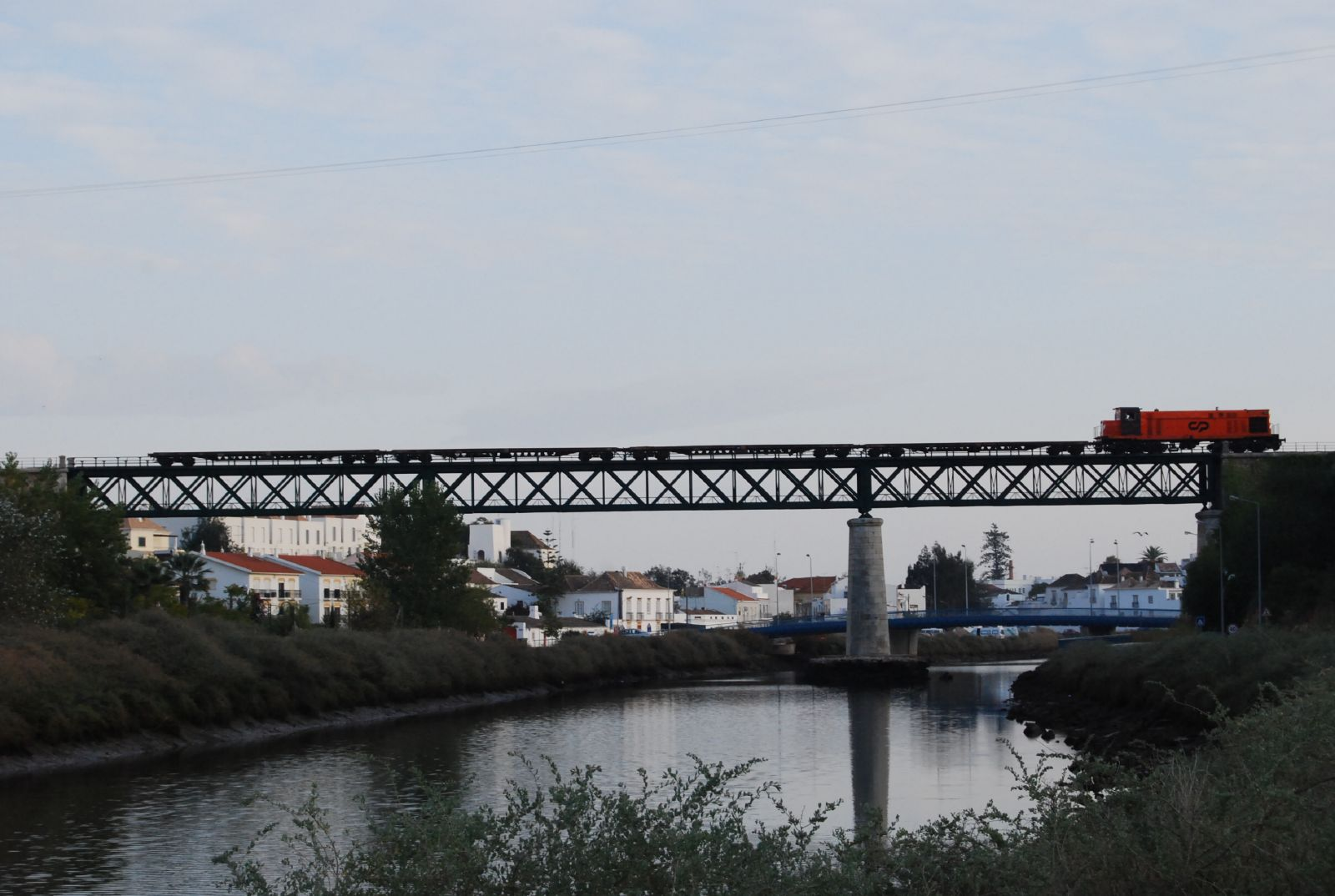
Comboio de mercadorias atravessando a Ponte de Sta. Maria (Linha do Algarve), sobre o Rio Séqua.

Em 3 de dezembro de 1989 num temporal as inundações e enxurradas abateram parcialmente a ponte chamada "Romana".
Foi construída uma ponte provisória, obra feita em tempo recorde, destinada a suprir uma necessidade premente da população de passagem de uma margem do rio Gilão para a outra. A ponte foi fechada ao trânsito em 2016 por apresentar problemas de degradação na sua estrutura.
Em 2019, foi iniciada a construção de uma ponte definitiva. A nova ponte terá dez metros de largura, em pleno centro histórico, a menos de 150 metros da ponte denominada romana.
A nova ponte foi alvo de contestação popular e um grupo de 24 arquitetos, entre os quais Álvaro Siza Vieira e Eduardo Souto Moura, pediram à Câmara de Tavira para repensar o projeto da nova ponte.